# Anna Brandoli
Anna Brandoli, född 25 juli 1945 i Milano, är en italiensk serieskapare och bokillustratör. Hon har som serieskapare ofta samarbetat med manusförfattaren Renato Queirolo, bland annat på hennes mest kända serie Rebecca. Brandoli tecknar oftast i en kontrastrik svart-vit stil inspirerad av Hugo Pratt.
Anna Brandoli belönades 1984 med priset som bästa italienska serietecknare på seriefestivalen i Lucca. Hennes serier har översatts till franska, danska, svenska och tyska.

## Biografi

### Bakgrund
Brandoli studerade på Scuola d'Arte del Castello (Castellos konstskola). Efter ett årtionde som tecknare inom reklambranschen påbörjade hon 1977 en karriär som serietecknare. Det året började hon teckna serier efter manus av Renato Queirolo (född 1944). Samarbetet inleddes för vuxenserietidningen Alter Alter, och Queirolo kom att bli Brandolis huvudsakliga manusförfattare.

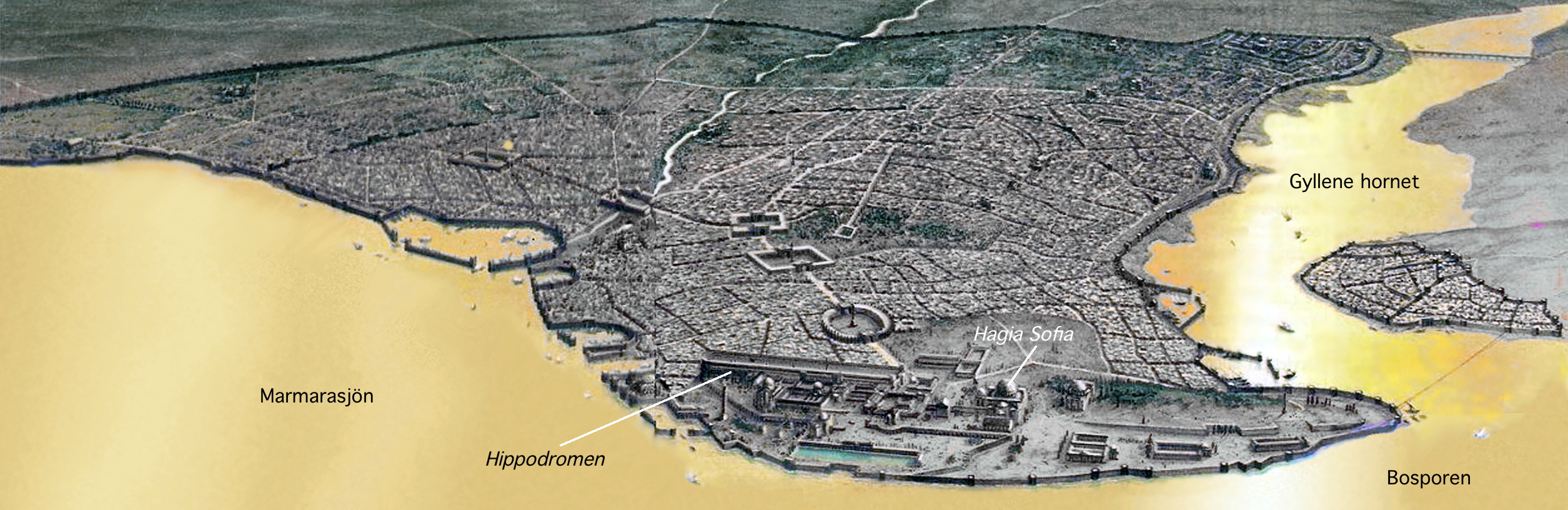
Den historiska äventyrsserien La strega utspelas till stora delar i det sena 1200-talets Konstantinopel.

Anna Brandolis första (längre) serie, den Queirolo-författade äventyrsserien La strega ('Häxan'), började tryckas från och med februarinumret av L'Isola Trovatas tidning Alter Alter. Historien utspelar sig i 1200-talets Konstantinopel, bland byzantinare och korsriddare. Huvudpersonen, en ung nomadkvinna från den sydösteuropeiska stäppen, blir inblandad i intrigerna där "latinare" och "greker" kämpar om makten i staden.
1980 kom serien ut i album, med undertiteln "pane spinoso, Orda d'oro, inquisizioni, sette e altri accidenti" ('taggigt bröd, Guldorden, inkvisitioner, sekter och andra olyckor'). Dessutom innehöll volymen den separata kortserien "Lupo mannaro" ('Varulven'). Bilderna i huvudserien och sidoserien är tydligt inspirerade av Brandolis äldre kollega Sergio Toppi, som i Italien är känd för sina eleganta, illustrativa serierutor och seriesidor.
Ungefär samtidigt skapade Brandoli en serieversion av Trollkarlen från Oz (Il mago di Oz), senare samlad i en volym utgiven hos förlaget Rizzoli. Både den och albumet La Fata Colorina hade manus av hennes återkommande manusförfattare Renato Queirolo och var riktade mot en yngre läsekrets. I Oz-berättelsen utmärktes Häxan från västern av sitt spetsiga ansikte, Smaragdstadens gröna färg och Dorothys gyllene skor. Båda serierna producerades ursprungligen för den stora barnserietidningen Corriere dei Piccoli.

### Rebecca
I januari 1981 påbörjade hon en lång serie betitlad Rebecca. Den publicerades inledningsvis i Linus och därefter i Orient Express (utgiven på förlaget L'Isola Trovata). Serien hade manus av Queirolo och var i vissa delar en fri fortsättning på den tidigare La strega. Den mer eller mindre identiska huvudpersonen – här med namnet Rebecca – hade flyttats två århundraden framåt i tiden, till slutet av 1400-talet.

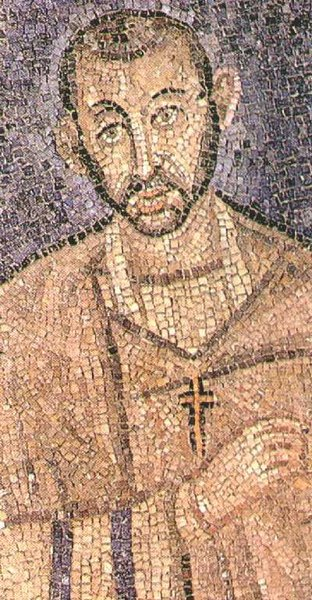
I Rebecca letar man efter kyrkofadern Sankt Ambrosius (Milanos skyddshelgon) testamenten.

Serien utspelar sig i norra Italien och är en roadmovie med inslag hämtade från Carlo Ginzburgs historiska krönika Osten och maskarna. Huvudpersonen är här en "zigenerska" som i lag med gycklaren Mercurio reser omkring i Como-området – vintern 1492. Det är en mörk och realistisk berättelse bland tjuvar och inkvisitionsprelater, visionärer och mördare. Bland annat möter de två den filofiske agitatorn Menocchio, en mjölnare som hämtats direkt ur Ginzburgs berättelse.
Titelpersonen själv ses av omgivningen som zigenerska, trots att hon har krimtatarisk bakgrund.
Fortsättningen på historien (förpublicerad på italienska i Orient Express och senare i Comic Art) kom ut som två färglagda album med samlingstiteln I testamenti di Sant'Ambrogio ('Sankt Ambrosius testamenten'). I en "avslutningsepisod" publicerad i Comic Art några år senare försökte Queirolo och Brandoli knyta ihop diverse lösa trådar i historien.

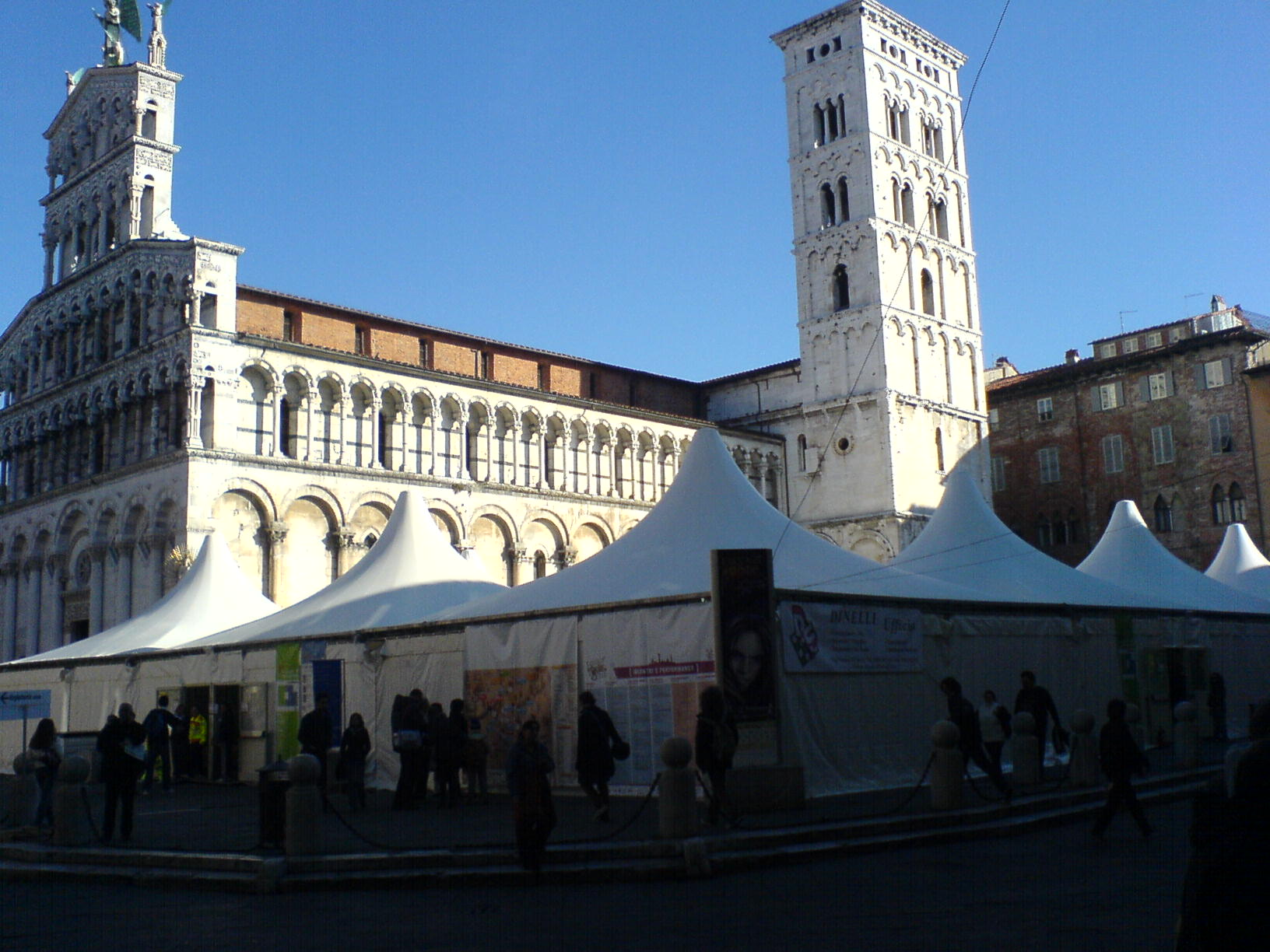
Vid 1984 års seriefestival i italienska Lucca fick Anna Brandoli priset som bästa italienska serietecknare (bild från 2007).

Rebecca ledde till att Brandoli uppmärksammades både inom och utom landet. Vid 1984 års seriefestival i Lucca belönades hon det italienska seriepriset Yellow Kid för bästa italienska tecknare. Serien kom under de följande åren ut i översättningar på franska, danska och svenska.

### Senare serier
För L'Isola Trovatas tidning skapade Brandoli senare både L'uomo och Alias (1987–88), båda serierna i samarbete med Renato Queirolo. Denne var åren 1984–90 anställd redaktör på förlaget. Alias är ett historiskt serieäventyr i färg med handlingen förlagd till 1600-talets Amsterdam. Seriens rollgalleri inkluderar bland annat en portugis med egen vilja, en mayakrigare, en akrobat och en alkemist; det är den sistnämnde som kallar sig "Alias". Historien kretsar kring en stöld, och vissa vill även avslöja de hemligheter som alkemisten påstås ruva på. Serien publicerades från och med oktobernumret 1987 av Comic Art, och den gavs i Frankrike ut på Glénat året därpå.

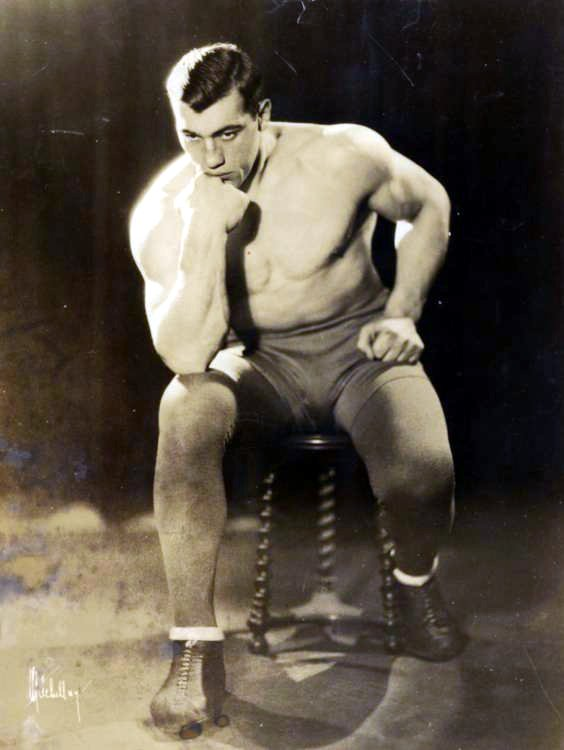
Serien Il gigante italiane - Cuba '42 är inspirerad av boxaren Primo Carneras liv.

Anna Brandoli tecknade under 80-talet även för serietidningen Corto Maltese. Hon återkom runt 1990 med albumserien Cuba 42, följetongspublicerad i tidningen Comic Art. Serien, med manus av Ottavio De Angelis, utspelas under andra världskriget och är inspirerad av boxaren Primo Carneras liv. Serien består egentligen av två separata albumhistorier, där den ena (utspelande sig under Salòrepublikens dagar i Norditalien) endast finns utgiven på italienska. Däremot kom serien i två olika franska albumutgåvor redan i början på 1990-talet, medan italiensk albumutgivning dröjde ända till 2007.
2015 återutgavs Brandolis och Quierolos Il mago di Oz. Samma år gavs den (för första gången) även ut i översättning till spanska.

### Bokillustratör
På senare år har Brandoli arbetat som illustratör av barnböcker, ofta böcker skrivna av Antonio Faeti. Duon har bland annat arbetat ihop på La vera storia di Pocahontas ('Den sanna historien om Pocahontas', 1995), Il gobbo misterioso ('Den mystiska puckelryggen', 1996) och Due storie bolognesi ('Två Bolognahistorier', 2006).

## Stil och betydelse
Anna Brandoli anses ofta som en av sin generations stora italienska serieskapare. Hennes markanta svart-vita teckningsstil placerar in henne i en tradition med namn som Hugo Pratt, José Muñoz och Didier Comès. Enligt det svenska förlaget har hennes intensiva, djupsvarta teckningar (åtminstone i Rebecca) även influenser från renässansmålningar. Tidiga serier – främst La strega – bär också tydliga spår av påverkan från Sergio Toppi och dennes illustrativa och eleganta bildskapande. Hans bilder inspirerade även den unge Jacques Tardi.

### Seriealbum
(på italienska samt översättningar)
- 1980 – La strega (undertitel: pane spinoso, Orda d'oro, inquisizioni, sette e altri accidenti ; Lupo mannaro), Milano Libri, 95 sidor.
  - 1980 – La sorcière, Desiba, 68 sidor.[a] (franska)
- Il mago di Oz (färg), 96 sidor. (efter Frank L. Baums roman)
  - 1980 – Il mago di Oz, Rizzoli.
  - 2015 – Il mago di Oz, ComicOut. ISBN 978-8897926238
  - 2015 – El mago de Oz, Kraken/Norma. ISBN 9788416435036. (spanska)
- Colorina[3]
- Rebecca
  - 1984 – Rebecca, Orient Express, 159 sidor.
    - 1985 – Rebecca, Glénat. ISBN 2-7234-0489-7. (franska)
    - 1986 – Rebecca, Carlsen. ISBN 87-562-3112-1. (danska)
    - 1990 – Rebecca, Medusa. ISBN 91-7089-013-7. (svenska)
    - 1991 – Rebecca, Kunst der Comics. (tyska) (eventuellt förkortad/del av antologi[källa behövs])

  - I testamenti di Sant'Ambrogio[b]
    - 1986 – I testamenti di Sant'Ambrogio (prima parte) : Scene di caccia, (numero speciale nov. 1986[22]) L'Isola Trovata, 78 sidor färg.
      - 1987 – Rebecca et les testaments de Saint Ambroise (T.1) : Scènes de chasse, Glénat, 49 sidor färg. (franska)
      - 1988 – Rebecca og Sankt Ambrosius' testamenter (1. del) : Jagtscener, Carlsen, 53 sidor färg. ISBN 87-562-3711-1. (danska)

    - 1988 – Rebecca et les testaments de Saint Ambroise (T.2) : Question de nez, Glénat, 49 sidor färg. ISBN 2-7234-0913-9. (franska)
      - 1988 – Rebecca og Sankt Ambrosius' testamenter (2. del) : Et spørgsmål om næse, Carlsen, 53 sidor färg. ISBN 87-562-3714-6. (danska)
- 1988 – Alias, Gli Albi Orient Express #36.[22] L'Isola Trovata, 48 sidor färg.
  - 1988 – Alias, Glénat. ISBN 2-7234-1005-6. (franska)
- Cuba 42 (sv/v)
  - 1991 – Cuba '42, Comic Art, 48 sidor. (franska)
  - 1993 – Cuba 42, Bagheera, 48 sidor. (franska)
  - 2007 – Cuba 42, Vertige Graphic, 48 sidor. ISBN 9782849990520. (franska)
    - 2007 – Il gigante italiano - Cuba '42, 001 Edizioni, 96 sidor. ISBN 978-88-95208-35-0.

### Tidningspubliceringar
- 1981 – Linus (#190)[23]
- 198? – L'uomo[3]
- 1983 – Alter (bilaga/sidotidning till Linus; #8/83)[24]
- 1983–85 – Orient Express (#15, 18–22, 26–27, 29)[25]
- 1987–93 – Comic Art (#30–32, 41–42, 51, 70, 85–87, 107–109)[26]
- 1987–88 – Vécu (#23, 31, 33 m.fl.) (franska)[27]